# 行政会議 (香港)
行政会議（ぎょうせいかいぎ、英: Executive Council、繁: 行政會議）は、香港特別行政区行政長官の最高諮問機関である。日本では、英語名称からの翻訳として行政評議会と訳されることもある。中国への返還前は「行政局」と呼ばれていたが、英文名称は現在と同じであった。

## 概要
行政長官が主席（議長）を務め、香港政府の重要な政策は行政会議で議論される。議題に対する決定権は行政長官にあり、議事に理由を明記すれば行政会議の多数意見を採用しないことも可能である。成員(メンバー)には政府決策部門の首長である官守成員（英: Official member）と非官守成員（英: Non-Official member）からなる。行政会議を内閣に相当すると解するむきもある（この場合非官守成員は無任所大臣に比定される）が、行政権はあくまで行政長官個人に属する点で一般的な議院内閣制における内閣とは異なる。行政会議成員（メンバー）の任期は特に定めがないが、成員を任命した行政長官の任期を越えない。成員は会議での討論内容に関して守秘義務を負い、また決定した政策につき対外的に支持を表明する（ないし不支持を表明しない）必要がある。
イギリス植民地下の行政局では、イギリス植民地資本である香港上海銀行（HSBC）やジャーディン・マセソン、スワイヤの役員や幹部が非官守（官職）議員として参加し、香港政庁の政策に影響力を行使する場であった。一方、今日の官守成員に相当する者としては、3司長と駐香港イギリス軍司令官(1993年まで)の4名が当然（兼任）議員（英: Ex-officio member）とされ、そのほかの局長は必要に応じて官守議員に任命されるか、列席を許された。そのため、政府内の会議というよりも、植民地統治における利害調整という色彩が強かった。また、行政局議員が立法局(立法評議会)の議員を兼務することも多かった。ただし、1992年に就任したパッテン総督は1994年の政治改革において、行政と立法の分離を図り、立法局議員との兼任する行政局議員を解任した。
返還後の行政会議は、パッテン以前の行政局のあり方に戻された。しかし、2002年、董建華行政長官は局長問責制を導入し、局を11に再編した上で、以後の局長(問責局長)全員11名を官守成員とした。これにより、局長は公務員から政治任命職となり、閣僚に類する地位になった。同時に行政会議成員にしめる官守成員は過半数を占め、より内閣らしくなったのである。なお、行政局議員の名称も、返還後は行政会議成員に改められた。
ところが、曽蔭権行政長官は、非官守成員を大幅に増員し、再び非官守成員が行政会議の過半数を占めるようになっている。ただし、曽長官が任命した非官守議員は、各政党の幹部や主要人物であり、左派、保守派、民主派を網羅するものであった。その点で返還前の行政局とは異なっている。また、従来官守成員は全員全ての討議に出席することになっていたが、行政長官、政務・財政・律政3司長は従来通り全ての討議に出席するものの、それ以外の官守成員である各問責局長は自らの担当分野以外の討議に参加しなくてもよいものと改められた。

## 参照
- 香港上海銀行（HSBC）
- ジャーディン・マセソン
- スワイヤ